# Andreas Andersson
Andreas Andersson (nacido el 10 de abril de 1974 en Estocolmo) es un futbolista sueco. Ha jugado en 42 oportunidades y ha marcado 8 goles por Suecia, además de haber jugado la Copa Mundial de Fútbol de 2002. Problemas de lesiones hicieron que se retirara el 1 de agosto del 2005, pero continuaría su carrera futbolística como entrenador.
Durante su carrera fue un delantero goleador. En 1996 ganó el título de la Liga de Fútbol de Suecia con 19 anotaciones jugando para el club IFK Göteborg. En el extranjero jugó en el club italiano AC Milan y en el inglés Newcastle United antes de retornar a Estocolmo.

## Clubes
| Club             | País       | Año         |
| ---------------- | ---------- | ----------- |
| Tidaholm         | Suecia     | 1993 - 1994 |
| Degerfors IF     | Suecia     | 1994 - 1996 |
| Göteborg         | Suecia     | 1996 - 1997 |
| AC Milan         | Italia     | 1997 - 1998 |
| Newcastle United | Inglaterra | 1998 - 1999 |
| AIK Estocolmo    | Suecia     | 1999 - 2005 |